# Musikjahr 1568
Liste der Musikjahre

◄◄ | ◄ | 1564 | 1565 | 1566 | 1567 | Musikjahr 1568 | 1569 | 1570 | 1571 | 1572 | ► | ►►

Weitere Ereignisse
Dieser Artikel behandelt das Musikjahr 1568.

## Ereignisse

### Heiliges Römisches Reich

#### Hofkapelle von Kaiser Maximilian II.
- Valentin Bakfark, der von 1549 bis 1566 Lautenist am Hof des polnischen Königs und Großfürsten von Litauen Sigismund II. August in Vilnius war, ist bis 1568 Hoflautenist von Kaiser Maximilian II. in Wien. Danach kehrt er in seine Heimat nach Ungarn zurück.
- Carl Luython ist seit 1566 Chorknabe in der Hofkapelle von Kaiser Maximilian II. Dort bekommt er neben seinem Dienst weiteren Unterricht durch die hier amtierenden Kapellmeister Jacobus Vaet und Philippe de Monte. Die Unterweisung im Orgelspiel könnte von dem dortigen Hoforganisten Walter Formellis († 1582) und dessen beiden Assistenten ausgegangen sein.
- Jakob Regnart ist seit dem Jahr 1557 Mitglied der Sängerkapelle am Habsburgischen Hof des Erzherzogs und späteren Kaisers Maximilians II. Zunächst ist er in Prag tätig und nach der Kaiserkrönung Maximilians 1564 in Wien, wohin der gesamte Hof verlegt wird. Im Dienst der Habsburger steht Regnart für sein ganzes Leben. Eine etwa zweijährige Studienreise führte ihn im Jahr 1568 nach Italien, auf der er sich die meiste Zeit in Venedig aufhält und eine perfekte Kenntnis der italienischen Sprache erwirbt.
- Lambert de Sayve, der vermutlich seine erste Ausbildung als Sängerknabe an der St.-Lambertus-Kathedrale in Lüttich erhalten hat, ist schon in jungen Jahren, nach Aussage einiger Quellen seit 1562, in den Dienst der kaiserlichen Hofkapelle in Wien eingetreten. In den Mitgliederlisten der Hofkapelle erscheint sein Name aber erst im Jahr 1568, als Philippe de Monte die Leitung der Kapelle übernimmt.
- Philippe de Monte wird nach über einjähriger Kandidatensuche und nach dem Scheitern der Verhandlungen mit Giovanni Pierluigi da Palestrina im Jahr 1568 zum Nachfolger von Jacobus Vaet als Kapellmeister der Hofkapelle Maximilians II. in Wien ernannt.

#### Bayerischer Reichskreis

##### Herzogtum Bayern
- Franciscus Florius hat seit Herbst 1556 in München an der Hofkapelle von Herzog Albrecht V. eine Anstellung als Hofbassist. Neben seiner Tätigkeit als Sänger ist Florius, zusammen mit dem Hofkopisten Johannes Pollet, auch als Notenkopist eingesetzt.
- Johannes de Fossa ist seit dem letzten Vierteljahr 1559 Vizekapellmeister der Münchner Hofkapelle. In den vorhandenen Dokumenten wird Fossa allerdings weiterhin nur als Tenorist bezeichnet.

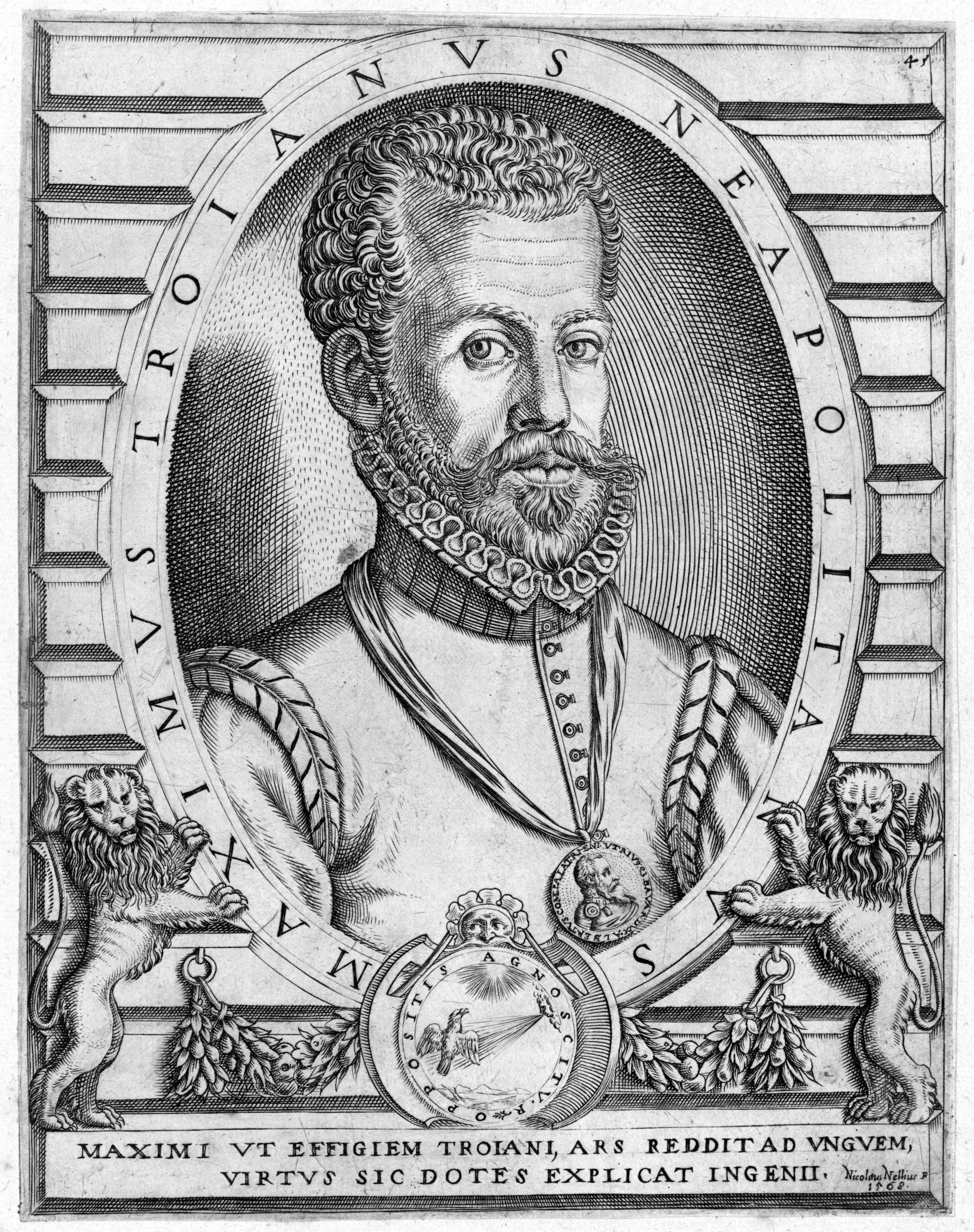
Massimo Troiano, Stich von Nicolaus Nellius aus den Dialoghi, 1568

- Simone Gatto, der in Venedig ausgebildet wurde, wirkt ab 1568 am Hof in München als Posaunist.
- Antonius Gosswin, der wahrscheinlich als Chorknabe in die Hofkapelle von Herzog Albrecht V. eingetreten ist, arbeitet als Alt-Sänger in der Hofkapelle. 1568 bekommt er die Bürgerrechte Münchens.
- Gioseffo Guami, der sich zwischen 1550 und 1560 in Venedig aufgehalten haben und dort Schüler von Adrian Willaert und Annibale Padovano gewesen sein soll, wirkt ab 1568 in München, wo er zum Hoforganisten berufen wird. Guami wirkt hier bis etwa 1579.
- Orlando di Lasso ist seit 1563 Kapellmeister der Münchner Hofkapelle. Er widmet Erbprinz Wilhelm von Bayern, der sich 1568 in München mit Renata von Lothringen vermählt und in Landshut eine eigene Hofhaltung eingerichtet hat, im gleichen Jahr seine erste Sammlung deutscher Lieder. Diese Hochzeit stellt einen Höhepunkt des Wirkens der Hofkapelle unter Orlando di Lasso dar, bei welcher der Komponist anlässlich einer aufgeführten Commedia dell’Arte selbst als Akteur, Sänger und Lautenspieler auftritt. In München führt Orlando di Lasso außerdem erstmals Stegreifkomödien mit Gesangseinlagen auf, die „eine Tendenz zur musikalischen Komödie“[1] erkennen lassen.
- Leonard Meldert ist 1568 möglicherweise ein Schüler von Orlando di Lasso, der seit 1556 am herzoglich bayerischen Hof in München als Musiker und Komponist wirkt.
- Giovanni Battista Mosto, der Sohn des leitenden Stadtpfeifers von Udine, hat 1568 eine Anstellung als Zinkenist und Posaunist in der Münchener Hofkapelle unter Orlando di Lasso, kehrt aber bereits ein Jahr später nach Udine zurück.
- Massimo Troiano befindet sich zu Beginn des Jahres 1568 in Diensten des bayerischen Herzogs Albrecht V. in München, wo er als Sänger in der Hofkapelle unter Orlando di Lasso wirkt. Wenigstens zweimal wechselt er zwischen München und Venedig, mit einem längeren Aufenthalt in Venedig 1569, wo er auf Geld und eine Neuanstellung durch den bayerischen Herzog wartet. Massimo Troiano veröffentlicht vier Bücher mit weltlichen Liedern in drei Sammlungen, 1567, 1568 und 1570. Dennoch ist er vor allem bekannt geworden durch seine Dialoghi, eine lebhafte und farbige Beschreibung des Lebens am bayerischen Hof und vor allem der berühmten Fürstenhochzeit des Erbprinzen Wilhelm mit Renata von Lothringen. Troianos Dialoghi werden noch 1568 in München gedruckt, erscheinen 1569 in Venedig und kurz darauf in einer spanischen Übersetzung. Das Buch bietet die anschaulichste Beschreibung der musikalischen Inszenierungen Orlando di Lassos. „Die Sänger [dienen] jeden Morgen bei der Heiligen Messe, an den Samstags-Vespern und bei den Vigilien vor den großen Kirchenfesten. Die Blasinstrumente werden an den Sonntagen gespielt, und an Festtagen zur Messe und zur Vesper zusammen mit den Sängern.“ Troiano beschreibt auch ungewöhnlich genau, wie die Messe gefeiert wird, und welche Teile polyphon gesungen werden. Dies sind wertvolle Informationen für die Rekonstruktion der Musik der Renaissance.
- Ivo de Vento, der zunächst bis September 1559 als Sängerknabe unter dem Hofkapellmeister Ludwig Daser am herzoglich-bayerischen Hof von Albrecht V. in München gewirkt hatte und – nach Eintritt seines Stimmbruchs – ein Stipendium für ein Studium in Italien erhalten hat, ist seit 1563 als Organist am Münchner Hof tätig. Im Sommer 1568, nach seiner Heirat mit Renata von Lothringen, verlegt Kronprinz Wilhelm seine Residenz nach Landshut; er richtet dort eine Filiale der Kapelle ein und macht Vento zum Kapellmeister.

#### Burgundischer Reichskreis

##### Markgrafschaft Antwerpen
- Séverin Cornet, der von 1555 bis 1564 in Antwerpen gelebt hat, ist seit 1564 in Mechelen an der St.-Rombouts-Kathedrale tätig, wo er die Aufgabe „pro magistro cantus et choralium“ hat. Somit ist er für die Chorleitung und für die Musikerziehung der Chorknaben zuständig.
- Noé Faignient hat 1561 das Bürgerrecht in Antwerpen erhalten und wirkt seitdem hier als Musiklehrer. Im Jahr 1568 erscheint bei der Witwe des Verlegers Jean de Laet eine Sammlung von vier- bis sechsstimmigen Kompositionen Faignients, die dem spanischen Kaufmann Gonzalo García gewidmet sind. In der Widmung nennt der Komponist diese Stücke „les Premiers fruitz de mon Jardinet“ (die ersten Früchte meines Gärtleins); in ihnen wechseln polyphone und homophone Passagen ab. Es gibt von Noé Faignient noch eine weitere Sammlung mit dreistimmigen Stücken, ebenfalls 1568 erschienen, von dem das Original verschollen ist. In der schwedischen Stadt Linköping befindet sich jedoch eine Abschrift mit dem Titel „Chansons, madrigales et motets par Noé Faignient 1568“.
- Rinaldo del Mel lebt in Mechelen und ist seit dem 3. März 1562 Mitglied der Singschule der Kathedrale Saint-Rombaud. Ab dem Jahr 1564 erhält er hier Unterricht vom Chorregenten Séverin Cornet.
- Gérard de Turnhout, der seit dem 3. April 1559 Kapellmeister an der Kathedrale Saint-Gommaire in Lierre war, ist 1562 an die Liebfrauenkirche Antwerpen zurückgekehrt und hat seit 1563 die Position eines Musikmeisters (maître de musique) in der Nachfolge von Antoine Barbé.

##### Grafschaft Flandern
- Jacobus de Kerle, der seit Ende 1565 als Kapellmeister in seiner Heimatstadt Ypern tätig war und hier aufgrund innerkirchlicher Unstimmigkeiten und als Folge eines tätlichen Übergriffs auf einen anderen Priester am 30. März 1567 exkommuniziert wurde und sein Amt als Kapellmeister verloren hatte, wird nach Verrichtung der auferlegten Bußen in Rom wieder kirchlich aufgenommen. Kurz darauf wird ihm die Ehre zuteil, dass Werke von ihm unter anderen bei den Hochzeitsfeierlichkeiten von Herzog Wilhelm V. von Bayern mit Renata von Lothringen (21. Februar bis 5. März 1568 in München) aufgeführt werden, beispielsweise am 2. März ein sechsstimmiges Werk auf einen Text von Niccolò Stopio († 1570), das nicht erhalten geblieben ist. Die kirchliche Trauung erfolgt durch de Kerles früheren Dienstherrn, Kardinal Otto von Waldburg, der vielleicht seinen früheren Kapellmeister empfohlen hat. Auf ähnlichem Weg kommt der Komponist vermutlich zu seiner nächsten Anstellung in Augsburg, wo ihm das dortige Domkapitel am 18. August 1568 zunächst zehn Taler Honorar zukommen lässt, „von wegen seiner componirten gesang so er meinen g. h. presentieret hat“, und mit ihm wegen der Übernahme der Stelle des Domorganisten verhandelt.
- Andreas Pevernage, der seit 17. Oktober 1563 Kapellmeister an der Kirche Notre-Dame in Courtrai ist und 1564 zusätzlich eine Pfründe an Sankt Willibrordus in Hulst erhalten hat, übt die Kapellmeisterstelle bis 1577 aus.

##### Grafschaft Holland
- Cornelis Boskoop ist seit dem 1. Mai 1554 und bis März 1573 Organist an der Oude Kerk in Delft. Cornelis Boscoops Werk 50 Psalmen Davids in Motettenform aus dem Jahr 1562, erlebt 1568 in Düsseldorf eine Neuauflage, die Herzog Erich II. von Braunschweig und Lüneburg gewidmet ist.

#### Fränkischer Reichskreis

##### Reichsstadt Nürnberg
- Georg Forster lebt seit 1548 in Nürnberg, wo er zum Leibarzt von Abt Friedrich zu Hailsbronn ernannt wurde. In Nürnberg bleibt er 20 Jahre bis zu seinem Tod am 12. November 1568. Er stirbt möglicherweise an den Folgen einer Epidemie, die im Frühjahr in Nürnberg grassiert.

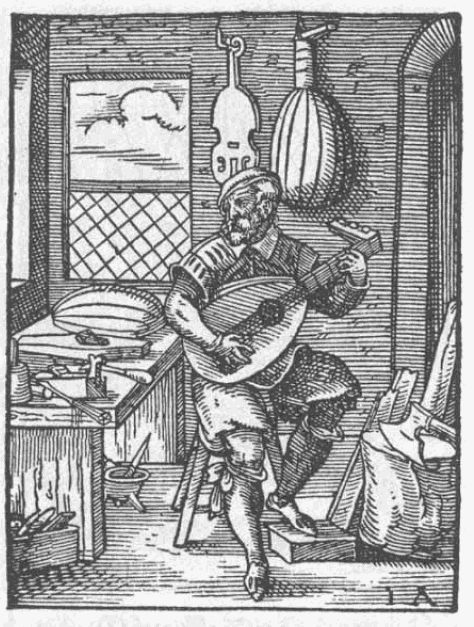
Holzschnitt eines Lautenmachers aus dem Ständebuch von Jost Amman, 1568

- Hans Sachs liefert die Verse für die Eygentliche Beschreibung aller Stände auff Erden hoher und nidriger, geistlicher und weltlicher, aller Künsten, Handwerken und Händeln..., die 1568 von dem deutschen Zeichner, Kupferätzer und -stecher, Formschneider, Maler und Buchautor Jost Amman in Nürnberg herausgegeben wird.

#### Kurrheinischer Reichskreis

##### Kurpfalz
- Mathias Gastritz, der am 22. Dezember 1561 zum Organisten der Stadt Amberg bestellt wurde, wirkt fast 30 Jahre lang in den Diensten der Stadt.
- Sebastian Ochsenkun ist seit 1544 Lautenmeister am kurpfälzischen Hof in Heidelberg.
- Stephan Zirler, der seit 1564 Kammersekretär am Hof von Kurfürst Friedrich III. ist, stirbt Ende Juli 1568 in Heidelberg.

#### Niederrheinisch-Westfälischer Reichskreis

##### Erzstift Cambrai
- Laurent de Vos, der seine musikalische Ausbildung vermutlich als Chorknabe an der Kathedrale seiner Vaterstadt Antwerpen erhalten hatte, ist seit 1566 Musikdirektor und verantwortlicher Leiter der Chorknaben an der Kathedrale, des damals noch spanisch-flämischen Cambrai.

##### Hochstift Lüttich
- Johannes Mangon, der seine erste musikalische Ausbildung als duodenus an der Singschule (schola cantorum) der Gemeinde Saint Martin-en-Mont in Lüttich erhielt, wirkt von 1562 bis 1570 an der dortigen Kirche als Succentor. Während dieser Zeit hat er möglicherweise schon zeitweise den Domchor in Aachen geleitet, weil die Abschrift seiner Messe „Ne ascondas me“ im Chorbuch I mit Sicherheit vor dem 31. Oktober 1567 angefertigt wurde.

##### Hochstift Utrecht
- Jean De Latre, der seit Ende 1564 für die Kapelle an St. Martin in Lüttich tätig war und am 7. Oktober 1565 vom Dekan des Stifts wegen seiner häufigen finanziellen Probleme entlassen wurde, lebt seit Dezember 1565 in Utrecht und ist dort zunächst Gast des Kapitels der Johanniskirche (Janskerk). Dann bekommt er eine Doppelanstellung als schoolmester und sangmester an der Pfarrkirche St. Marie (Buurkerk) in der Nähe des Rathauses.

##### Vereinigte Herzogtümer Jülich-Kleve-Berg
- Martin Peudargent ist Hofkomponist in den Diensten von Wilhelm V. von Jülich-Kleve-Berg.

#### Niedersächsischer Reichskreis

##### Fürstentum Braunschweig-Wolfenbüttel
- Johann Zanger der Ältere, der seit 1548 in Braunschweig als Rektor am Katharineum tätig war, ist seit 1553 Pfarrer an der Petrikirche.

##### Herzogtum Mecklenburg-Güstrow
- Thomas Mancinus studiert an der Universität Rostock.

##### Hamburg
- Jacob Praetorius der Ältere, der wahrscheinlich in seiner Heimatstadt Magdeburg Unterricht von Martin Agricola erhielt, ist von 1555 bis zu seinem Tod als Organist und Kirchenkomponist an zwei Kirchen in Hamburg nachweisbar.

#### Obersächsischer Reichskreis

##### Kurfürstentum Sachsen
- Joachim a Burck, der seit 1563 Kantor an der Lateinschule in Mühlhausen war, ist seit 1566 Organist an der Kirche Divi Blasii in Mühlhausen. In der freien Reichsstadt begründet er die bedeutende Musikkultur, die später mit den Namen Johann Rudolph Ahle, Johann Eccard, Johann Georg Ahle und Johann Sebastian Bach verknüpft sein wird. Daneben ist er als Geschichtsschreiber und öffentlicher Notar tätig.
- Wolfgang Figulus, der von 1549 bis 1551 als Thomaskantor der Thomasschule in Leipzig gewirkt hat, ist von 1551 bis zu seiner Pensionierung 1588 Kantor und Lehrer an der Fürstenschule in Meißen. Er unterrichtet die Fächer Musik, Latein und Religion und sorgt für die musikalische Gestaltung der Gottesdienste in der Afrakirche. Sein Sohn aus erster Ehe Peter Figulus beginnt am 2. Juni 1568 eine Ausbildung an der kurfürstlich sächsischen Landesschule in Pforta.
- Mattheus Le Maistre, der seit 1554 sächsischer Hofkapellmeister als Nachfolger von Johann Walter war und 1565 aus Gesundheitsgründen um seine Entlassung gebeten hat, lebt vermutlich in Dresden. Er erhält zunächst nur eine jährliche Pension. Am 14. Juni 1568 tritt sein Assistent Antonio Scandello seine Nachfolge an. Le Maistre bleibt mit dem Hof in Dresden Zeit seines Lebens verbunden und führt den Titel des Hofkapellmeisters bis zu seinem Tod im Frühjahr 1577.
- Antonio Scandello, der seit 1566 Vizekapellmeister der Dresdner Hofkapelle ist und als „zugeordneter Moderator“ dem altersschwachen Mattheus Le Maistre untersteht, wird 1568 Hofkapellmeister und wird diese Aufgabe bis zu seinem Tod ausüben. In das Jahr seiner Ernennung ist vermutlich auch seine Heirat mit Agnes Tola zu datieren.
- Leonhart Schröter, der von 1545 bis 1547 die Fürstenschule in Meißen besucht hat, wirkt danach von 1561 bis 1576 als Stadtkantor in Saalfeld.
- Nikolaus Selnecker, der seit März 1565 für zwei Jahre als Theologieprofessor in Jena tätig war, wird 1568 von Kurfürst August zum Professor der Theologie an der Universität Leipzig ernannt.
- Johann Walter, der seit 1548 Kapellmeister der Hofkantorei von Kurfürst Moritz war, lebt nach seiner Pensionierung 1554 in Torgau. Walters letzte Lebensjahre sind geprägt von Kompositionen und Dichtungen, die er seinen ehemaligen Landesherren widmet.

#### Österreichischer Reichskreis

##### Erzherzogtum Österreich
- Blasius Amon kommt um 1568 als Sängerknabe an die Hofkapelle von Erzherzog Ferdinand II. in Innsbruck.
- Johannes de Cleve, der wahrscheinlich seit dem Jahr 1553 Sänger (Tenorist) in der Hofkapelle des österreichischen Regenten Erzherzog Ferdinand (1503–1564) und späteren Kaisers Ferdinand I. in Wien war, ist seit 1564 Hofkapellmeister in der neuen von Ferdinands Sohn, Erzherzog Karl II. (1540–1590), gegründeten Hofkapelle in Graz. Dieses Amt versieht der Komponist sechs Jahre lang.
- Homer Herpol, der im Lauf des Jahres 1567 seine bisherige Stelle als Kantor an der Kirche St. Nikolaus und die Stadt Freiburg (Schweiz) verlassen hat, bekommt eine neue Stelle am Liebfrauenmünster in Konstanz, nachdem das dortige Domkapitel an den Bischof, Kardinal Mark Sittich von Hohenems, am 7. Dezember 1568 diese Besetzung mitgeteilt hat.
- Rogier Michael, der vermutlich eine Kapellknaben-Zeit in Wien durchlebt hat, ist seit 1564 als Sängerknabe an die Hofkapelle von Erzherzog Karl II. in Graz tätig.
- Alexander Utendal ist seit 1564 Alt-Sänger in der Kapelle von Erzherzog Ferdinand II., seit 1566/67 in Innsbruck.
- Die Wanderjahre als Kürschner-Geselle führen Lorenz Wessel 1568 nach Wien.

#### Schwäbischer Reichskreis

##### Herzogtum Württemberg
- Balduin Hoyoul, der im Jahr 1561 im Alter von etwa 13 Jahren als Diskant-Sänger in den Chor der Stuttgarter Hofkapelle unter Ludwig Dasers Leitung eingetreten war und 1564/1565 für zwei Jahre als Schüler zu Orlando di Lasso nach München geschickt wurde, wirkt nach seiner Rückkehr wieder als Altist und Komponist.

##### Reichsstadt Dinkelsbühl
- Michael Tonsor wirkt von ungefähr 1567 bis 1588 als Organist an der St. Georgskirche in Dinkelsbühl.

#### Nicht eingekreiste zum Heiligen Römischen Reich zugehörige Territorien und Stände

##### Königreich Böhmen
- Christian Hollander, der bis zum Tod von Kaiser Ferdinand 1564 Mitglied der Hofkapelle von Kaiser Maximilian II. in Wien war, ist seit 1565 Mitglied der Kapelle von Erzherzog Ferdinand in Prag, wo er schon eine besondere Reputation als „ain beruembter Musicus und Componist“ genießt. Im Jahr 1568 bekommt er die Erlaubnis, mit seiner Ehefrau und seinem Freund Johann Pühler nach Nürnberg zu reisen. Pühler hilft ihm dort, über 200 Motetten, darunter die Sammlung „Newe teutsche geistliche und weltliche Liedlein“ drucken zu lassen. Noch im gleichen Jahr macht er einen Besuch in München, erkrankt danach aber offenbar schwer.

##### Herzogtum Mailand
- Vincenzo Ruffo, der seit 1551 in Verona als Maestro di musica an der Accademia Filarmonica gewirkt hat, ab 1554 auch als Domkapellmeister, versieht ab 1563 die gleiche Stelle in Mailand und danach noch in Pistoia und Sacile.
- Matthias Hermann Werrecore, der von August bis Dezember 1559 beim Domchor in Mailand als Tenorsänger tätig war, lebt vermutlich in Mailand. Nach Dokumenten von 1532 und 1561 besitzt Werrecore Eigentum vor Ort und hat aus zwei Ehen mindestens drei Kinder.

##### Herzogtum Mantua
- Girolamo Cavazzoni ist Organist in der Hofkirche Santa Barbara des Palazzo Ducale in Mantua, wo er bis 1577 wirkt.
- Giaches de Wert, der von 1563 bis 1565 den Dienst eines Kapellmeisters für die kaiserlichen Gouverneure in Mailand versehen hat, wirkt spätestens ab September 1565 als Kapellmeister an der neu gebauten Basilika Santa Barbara in Mantua, der Hofkirche der Gonzaga-Herzöge, nachdem er dorthin für das erste Barbara-Fest am 4. Dezember 1564 eine neue von ihm komponierte Messe geschickt hatte. In dieser Stellung bleibt er bis zu seinem Tod. Er ist auch als prefectus musicorum für die weltliche Musik am Hof von Herzog Guglielmo Gonzaga in Mantua zuständig. Er bezieht ein außerordentlich hohes Jahresgehalt, zu welchem weitere Gratifikationen hinzu kommen. Eine langjährig überlieferte Korrespondenz zeigt, dass Giaches de Wert von Mantua aus weiterhin sehr gute Beziehungen zu seinem früheren Dienstherrn in Novellara, Graf Alfonso I. Gonzaga, aufrechterhalten hat; er sendet ihm mehrfach neue Kompositionen, und nach der Heirat von Alfonso Gonzaga mit Vittoria di Capua sorgt er im Januar 1568 für die musikalische Gestaltung der Zwischenmusiken einer Komödie im neu gebauten Theater von Novellara.

#### Herzogtum Modena und Reggio
- Luzzasco Luzzaschi, der in seiner Jugend Schüler des flämischen Komponisten Cipriano de Rore war, ist seit Mai 1561 Organist am Hof des Herzogs Alfonso II. d’Este, seit 1564 ist er herzoglicher Hoforganist.

##### Herzogtum Toskana
- Paolo Aretino, der bis 1547 als Kantor am Dom von Arezzo gewirkt hat, ist danach bis zu seinem Tode im Jahr 1584 an Santa Maria della Pieve, ebenfalls in Arezzo, tätig.
- Giulio Caccini, der wahrscheinlich Mitglied im Knabenchor der Cappella Giulia des Petersdoms und von Oktober 1564 bis November 1565 Gesangsschüler von Giovanni Animuccia war, wirkt ab dem 29. April 1566 am Hof des Großherzogs Ferdinando I. de’ Medici in Florenz.
- Francesco Corteccia steht seit dem Jahr 1539 im Dienst der Familie de’ Medici und bekleidet die Stelle des Kapellmeisters am Hofe des Herzogs Cosimo I. Zu seinen zahlreichen Schülern gehören Cristofano Malvezzi und Luca Bati (1546–1608).
- Nicolao Dorati wirkt seit 1543 in der Stadtkapelle von Lucca, zunächst als Posaunist und seit 1557 für über zwanzig Jahre als Kapellmeister.
- Vincenzo Galilei lebt seit 1560 in Pisa und ist seit 1562 mit Giulia Ammannati (gestorben 1620) aus einer angesehenen Familie von Tuchhändlern verheiratet. 1568 veröffentlicht er in Venedig seine Fronimo Dialogo, ein Lehrbuch über das Spielen, Komponieren und Arrangieren von Vokalmusik für Laute.
- Cristofano Malvezzi, Sohn des Organisten und Orgelbauers Niccoló Malvezzi, ist seit 1562 Canonico soprannumerario und wird ab 1572 regulärer Kanoniker an San Lorenzo in Florenz.
- Giovanni Piero Manenti ist seit März 1557 Organist an S. Giovanni in Florenz.
- Alessandro Striggio der Ältere, der aus einem Aristokratengeschlecht entstammt, hält sich vermutlich in Florenz auf, wo er um 1560 die ersten Kontakte zu den Medici geknüpft hat. Während der 1560er Jahre komponiert er zahlreiche Intermedi für Hochzeiten, Besuche und andere festliche Anlässe der Medici. Striggio hat Verbindungen zum Münchener Hof und ist vermutlich mehrere Male dorthin gereist; ein Aufenthalt 1568 dort gilt wohl der Aufführung seiner 40-stimmigen Motette Ecce beatam lucem, die er für eine königliche Hochzeitsfeier komponiert hat.

### Königreich England und Irland

#### Chapel Royal von Elisabeth I.
- William Daman, der 1562 – möglicherweise auf eine Einladung des Ersten Earl of Dorset, Thomas Sackville – nach London gezogen war, ist in die Dienste der Königin Elisabeth I. getreten und verbringt den Rest seines Lebens in England.
- Alfonso Ferrabosco der Ältere, der vermutlich 1562 mit seinem Onkel das erste Mal nach England gekommen ist, hat eine Anstellung bei Königin Elisabeth I.
- William Mundy, der 1543 Mitglied im Chor von Westminster Abbey wurde und später für verschiedene Kirchengemeinden arbeitete, ist seit 1564 Mitglied der Chapel Royal, an der er bis zu seinem Tode verbleibt.
- Robert Parsons, der erstmals 1560/1561 in einem Rechnungsbuch der Londoner Chapel Royal auftaucht, ist seit 17. Oktober 1563 Gentleman of the Chapel Royal – etwa gleichzeitig mit William Mundy, weswegen man vermutet, dass Parsons in etwa gleichaltrig wie Mundy gewesen sein könnte.
- Thomas Tallis, der 1543 zum „Gentleman of the Chapel Royal“ in London ernannt wurde, bekleidet dieses Amt in den folgenden 40 Jahren.

### Königreich Frankreich

#### Chapelle Royale von Karl IX.
- Jakob Arcadelt ist ab 1554 als Sänger am Hof des späteren französischen Königs Karl IX. in Paris belegt, wo er bis zu seinem Tod am 14. Oktober 1568 bleibt.
- Guillaume Costeley ist nach seiner Ausbildung von 1560(?) bis 1570 Hoforganist am Hof von Karl IX.

#### Metz
- Claude Goudimel, der wahrscheinlich seit 1549 und bis 1557 an der Universität Paris studiert hatte und seit 1553 Teilhaber des Verlagshauses von Nicolas Du Chemin (1520–1576) ist, lebt ab 1557 bis etwa 1567 in Metz. 1568 veröffentlicht er in Paris seine Psalmvertonung Les Cent cinquante Pseaumes de David.

#### Paris
- Pierre Certon, der seit 1529 in Paris an Notre-Dame und hier seit 1542 als Leiter des Knabenchores gearbeitet hat, lebt seit 1560 in seiner Heimatstadt Melun.
- Adrian Le Roy lebt in Paris und ist musikalischer Leiter des von ihm mit seinem Vetter Robert Ballard 1551 gegründeten Musikverlags Le Roy & Ballard.

### Italienische Staaten

#### Kirchenstaat
- Giovanni Animuccia ist seit 1555 als Nachfolger von Giovanni Pierluigi da Palestrina Kapellmeister der Cappella Giulia an St. Peter im Vatikan.
- Filippo Azzaiolo ist in seiner Geburtsstadt Bologna ab etwa 1557 als Sänger aktiv und verbringt dort sein gesamtes Leben.
- Ippolito Baccusi: Vor 1568 war er für kurze Zeit Vizekapellmeister am Markusdom in Venedig, danach setzte er seine Studien in Ravenna fort.
- Ghinolfo Dattari erhält ab Februar 1555 in Bologna eine Anstellung als Sänger in der Kapelle von San Petronio, der er 62 Jahre lang, bis zu seinem Tode angehört. 1568 veröffentlicht er in Venedig seine 3-4stimmigen Le villanelle al molto illustre signor il signor conte Giulio Pepoli signore & padrone mio osservandissimo.
- Domenico Ferrabosco, der seit 1551 Sänger der päpstlichen Kapelle in Rom war, ist seit 1555 Kapellmeister in seiner Heimatstadt Bologna.
- Giovanni Maria Nanino, der seit März 1562 als “cantore” für Kardinal Ippolito II. d’Este tätig war, ist von September 1566 bis Oktober 1568 in der Cappella Giulia tätig. Daneben ist er Chormitglied der Kirche in Vallerano, wohin die Familie umgezogen ist.
- Giovanni Pierluigi da Palestrina, der seit 1. März 1561 und für ungefähr vier Jahre in Rom Leiter der Cappella Liberiana an Santa Maria Maggiore war, ist seit 1565 musikalischer Leiter und Lehrer des Seminario Romano, einer Ausbildungsstätte des Priesternachwuchses. Sein zweites Messenbuch von 1567 widmet er König Philipp II. von Spanien. Eine engere Beziehung entsteht zwischen Palestrina und dem Hof der Gonzaga in Mantua. Herzog Guglielmo Gonzaga strebt hier einen gegenreformatorischen Mittelpunkt in Italien an und baut dafür in Mantua die Schlosskirche, Basilika Palatina di Santa Barbara, für die er bei Palestrina zehn Choralmessen auf der Basis einer speziell in Mantua gepflegten liturgischen Tradition bestellt. Die erste vierstimmige Alternatim-Messe erhält er am 2. Februar 1568, die restlichen neun fünfstimmigen zwischen November 1578 und April 1579.
- François Roussel, der in den 1550er Jahren möglicherweise in Lyon gewirkt hatte, ist von 1564 an wieder in Rom nachweisbar, zunächst bis 1566 als maestro di cappella an San Lorenzo in Damaso, danach in gleicher Position von 1566 bis 1571 an San Luigi dei Francesi.
- Tomás Luis de Victoria ist seit etwa 1565 als Stipendiat von König Philipp II. in Rom, wo er das Collegium Germanicum absolviert, das Priesterseminar der Jesuiten.

#### Königreich Neapel
- Giovanni Domenico da Nola wirkt seit Februar 1563 bis zu seinem Tod als Maestro di cappella an der BasilikaSantissima Annunziata Maggiore in Neapel. In dieser Funktion lehrt er auch die Mädchen des Waisenhauses der Annunziata und die Diakone des Priesterseminars Gesang.
- Diego Ortiz, der seit 1553 am vizeköniglichen Hof in Neapel als Kapellmeister (Maestro de Capilla) gewirkt hat und in dieser Position bis 1565 nachweisbar ist, lebt wahrscheinlich in Neapel.
- Antonio Valente wirkt von 1565 bis 1580 als Organist an Sant’Angelo a Nilo in Neapel.

#### Republik Venedig
- Giovanni Croce wirkt seit 1565 als Chorknabe und Sänger am Markusdom in Venedig.
- Girolamo Dalla Casa wirkt ab 1568 als Musiker im Markusdom, wo er mit seinen Brüdern Giovanni und Nicolò das erste feste Instrumentalensemble gründet.
- Baldissera Donato ist seit 1550 als Sänger – zunächst an San Marco in Venedig – aktiv und wirkt auch in der Ausbildung der Sänger.
- Andrea Gabrieli ist wahrscheinlich seit Jahresanfang 1566 als Organist an San Marco tätig, einer herausragenden Position in der Musikwelt Italiens, wo er bis zu seinem Lebensende bleiben wird.
- Antonio Gardano, der seit 1532 in Venedig lebt und hier einen Musikverlag und eine Druckerei gegründet hat, gibt zwischen 1538 und 1569 rund 450 Publikationen, vor allem Madrigale und geistliche Musik heraus. Von den noch 388 erhaltenen Drucken sind nur zwei nicht musikalischen Inhalts.
- Francesco Londariti, der nach den Quellen ab 1567 in Spionagetätigkeiten für die spanische Krone verwickelt war, die damals Mailand hielt und Gegner der Republik Venedig war, kehrt 1568 nach Kreta zurück, das zu diesem Zeitpunkt zur Republik Venedig gehört. Mit dem Erbe seines Vaters gleicht er hier seine Schulden aus, wird wieder in kirchliche Ämter (so ins Kapitel der Tituskirche) berufen und nimmt auch seine kompositorische Tätigkeit wieder auf.
- Giorgio Mainerio, der sich in den Jahren ab 1560 um eine Stelle als Kaplan und altarista an der Kirche Santa Maria Annunziata in Udine beworben hat, verbringt in Udine die Jahre 1560 bis 1570. Dank seines erworbenen musikalischen Fachwissens und des Unterrichts, den er bei zwei örtlichen Musikautoritäten, den Kapellmeistern Gabriele Martinengo und Ippolito Chiamaterò genießt, beginnt er seine erfolgreiche musikalische Laufbahn.
- Luca Marenzio ist wahrscheinlich Chorknabe am Dom zu Brescia.
- Florentio Maschera, der seine erste Anstellung als Organist im Kloster „Santo Spirito in Isola“ vor Venedig erhielt, ist seit 22. August 1557 Organist an der Kathedrale von Brescia.
- Claudio Merulo ist seit dem Jahr 1566 als Nachfolger von Annibale Padovano als erster Organist am Markusdom in Venedig tätig. Neben dieser offiziellen Tätigkeit tritt er regelmäßig in den Palazzi venezianischer Adliger auf, z. B. in der Ca' Zantani, die auch von Parabosco, Padovano und anderen Virtuosen frequentiert wird. Hierbei dürfte er nicht nur auf Orgelpositiven gespielt haben, sondern auch auf Kielinstrumenten wie Cembalo oder Virginal, zumal Venedig eines der Zentren des damaligen Instrumentenbaus war, mit berühmten Cembalobauern wie Domenicus Venetus (auch Pisaurensis), Celestini oder Trasuntino. Merulo tritt außerdem als Komponist von Vokalwerken in Erscheinung, vor allem von Madrigalen, sowie von Motetten und Messen. Zwischen 1566 und 1571 arbeitet Merulo auch als Verleger. Er gibt nicht nur eigene Werke heraus, 1568 veröffentlicht er etwa einen Band mit Orgelmessen, sondern auch Werke anderer Komponisten.
- Teodoro Riccio wirkt nach seiner Ausbildung als Kirchenmusiker zunächst als Kapellmeister der Kirche Santa Nazaro in seiner Heimatstadt Brescia.
- Gioseffo Zarlino, der bei Adrian Willaert in Venedig studiert hat, ist seit 1565 – in der Nachfolge von Cypriano de Rore – Kapellmeister am Markusdom in Venedig. Er hat diese Stelle bis zu seinem Ableben 1590 inne.

### Königreich Polen und Großfürstentum Litauen

#### Hofkapelle von Sigismund II. August
- Cyprian Bazylik, der seit 1556 in den Diensten des Fürsten Mikołaj Radziwiłł der Schwarze in Vilnius stand, ist seit dessen Tod 1565 Mitglied der Hofkapelle des polnischen Königs Sigismund II. August.
- Krzysztof Borek, der zunächst Chorknabe und später Mitglied der Krakauer Hofkapelle war, ist von 1556 bis 1572 deren Kapellmeister.
- Krzysztof Klabon ist seit 1565 Lautenist am Hof Sigismund II. Augusts in Krakau.

#### Sandomierz
- Mikołaj Gomółka, der als königlicher Fistulator (hervorragende Instrumentalist des Königs) Mitglied der Hofkapelle von König Sigismund II. August von Polen war, hat 1563 den Hof verlassen und ist die folgenden 15 Jahre in seiner Geburtsstadt Sandomierz in einigen außermusikalischen Bereichen tätig.

### Königreich Portugal
- António Carreira wird 1568 nach der Thronbesteigung des 14-jährigen Königs Dom Sebastiaõ zum Kapellmeister und zum Magisterio ernannt; er soll eine Reform der Kapelle durchführen. Es ist nicht genau bekannt, aber wahrscheinlich, dass es zu dieser Zeit mindestens zwei Kapellen gibt, eine für den König und eine für Dona Catarina bzw. für Dom Henrique, denn es gibt zwischen 1562 und 1580 neben Carreira noch einen zweiten Kapellmeister: den Flamen Raynaldus van Melle.

### Königreich Schweden
- Tielman Susato, der 1565 an den diplomatischen Aktivitäten seines Schwiegersohns Arnold Rosenberger teilgenommen hat, wirkt bis 1570 als deutscher Schreiber in Stockholm.

### Königreich Spanien

#### Hofkapelle von Philipp II.
- Jean de Bonmarché, der seit 1560/61 maître des enfants (Leiter der Chorknaben) an der Kathedrale Notre-Dame von Cambrai war, ist seit 8. Juni 1565 Leiter der Hofkapelle des spanischen Königs Philipp II. in Madrid. Am 28. Oktober 1568 überträgt ihm der spanische König zusätzlich das Dekanat von Saint-Pierre in Lille.
- Miguel de Fuenllana wirkt ab dem Jahr 1560 am Hof von Elisabeth von Valois, der dritten Frau von König Philipp II., in der Stellung eines Kammermusikers mit einem Jahresgehalt von 50.000 Maravedís und bleibt hier bis Juni 1569.
- George de La Hèle, der vermutlich seine musikalische Ausbildung an der Kirche zu Unsrer Lieben Frau in seiner Heimatstadt Antwerpen bei Antoine Barbé erhalten hat, gehört zu einer Gruppe von Chorknaben, die im Jahr 1560 nach Spanien gegangen sind, um an der Hofkapelle von König Philipp II. in Madrid unter der Leitung von Pierre de Manchicourt am Musikleben des Hofs und an der Gestaltung der Gottesdienste mitzuwirken. Nach eigener Aussage übt er diesen Dienst zehn Jahre lang aus und ist während der letzten Jahre zu Studien an der Universität von Alcalá eingeschrieben.

#### La Seu d’Urgell
- Joan Brudieu ist seit 1548 Kapellmeister auf Lebenszeit der Kathedrale von La Seu d’Urgell. Diese Position behält er – mit Unterbrechungen – bis kurz vor seinem Tode 1591.

#### Sevilla
- Francisco Guerrero ist seit 1551 Assistent von Kapellmeister Fernández de Castileja und Chorregent an der Kathedrale von Sevilla.
- Alonso Mudarra ist seit dem 18. Oktober 1546 Kanoniker an der Kathedrale von Sevilla. In dieser Stadt hat er einen bedeutenden Einfluss auf das Musikleben und bleibt dort noch 34 Jahre bis an sein Lebensende. Zu seinen Aufgaben an der Kathedrale gehört die Leitung aller musikalischen Aktivitäten. Hierzu gehören die Beauftragung von Instrumentalisten, der Kauf und die Leitung des Aufbaus einer neuen Orgel und die enge Zusammenarbeit mit Komponisten für die vielfältigen festlichen Anlässe.

## Instrumentalmusik

### Für Laute
- Antonio di Becchi – Libro primo d’intabulatura da leuto, Venedig: Girolamo Scotto: Noten und Audiodateien im International Music Score Library Project; darin:
  - Ancor che col partire: Noten und Audiodateien im International Music Score Library Project
- Verschiedene Komponisten – Luculentum theatrum musicum (für 1 und 2 Lauten), Löwen: Pierre Phalèse: Noten und Audiodateien im International Music Score Library Project

### Für Tasteninstrumente
- Claudio Merulo – Messe d’intavolatura d’organo, Venedig (Sammlung von Messen arrangiert für Orgel)

## Vokalmusik

### Geistlich
- Giovanni Animuccia – Canticum Beatae Mariae Virginis, Rom: Valerio and Luigi Dorico
- Cornelis Boscoop – 50 Psalmen Dauid mit 4 partyen (2. Auflage), Düsseldorf: Noten und Audiodateien im International Music Score Library Project
  1. O God wilt myn salveren (Psalm 68)
  2. Wy Heer belyden hier altyt (Psalm 74)
  3. Die Heer die wou regneren (Psalm 96)
  4. Omtreckt my o Heere vanden quaden (Psalm 139)
  5. O God myn hert myn sinnen (Psalm 107)
  6. Gy wout gebenedyen (Psalm 84)
  7. Godts glory ende herlicheit (Psalm 18)
  8. In God is al myn toeverlaet (Psalm 10)
  9. This goet te belyden God om zyn weldaet (Psalm 91)
  10. Met grot iolyt ben ick soe seer verblyt (Psalm 121)
  11. Ick sal vuyt minre herten gront (Psalm 110)
  12. Verordelt o Heer“ / „ick bid v straffen wilt (Psalm 34)
  13. Gedenckt o Heer David dyn knecht (Psalm 131)
  14. Van Godes stadt wilt horen myn (Psalm 86)
  15. Die hier op den Heer betrouwen (Psalm 124)
  16. Wilt dancken loven Gods naem vol eren (Psalm 134)
  17. Wilt doch belyen met melodien (Psalm 135)
  18. Wilt gy myn rechter zyn (Psalm 42)
  19. Salich is die man die God den Heer (Psalm 111)
  20. O God aenhort myn clagen (Psalm 54)
  21. O Heer wilt myn behouwen (Psalm 53)
  22. Die koninck sal hem verbliden (Psalm 20)
  23. Ick heb gestelt op v o Heer (Psalm 30)
  24. God myns genaedich zyt (Psalm 50)
  25. Als zy zyn getogen al vuyt Egipten lant (Psalm 113)
  26. Ick heb geroepen tot v o Heer (Psalm 140)
  27. Die mogende Heere die sprack met luyder stem (Psalm 49)
  28. Als die Heer verkeren wou (Psalm 125)
  29. Groet is die Heer gepresen zeer (Psalm 47)
  30. O God myn glory“ / „lof end eer (Psalm 108)
  31. Tot v hief ick myn ogen lieve Heer (Psalm 122)
  32. V ogen tot myn begeren wilt neygen vroech en laet (Psalm 85)
  33. Wilt dancken en belyen den Heer (Psalm 117)
  34. Syn ryck die Heere nam en hy opclam (Psalm 98)
  35. O Heer doe gy ons hier verliet (Psalm 59)
  36. En willes nyt benyden ter herten laten gaen (Psalm 36)
  37. Myn hert en is verheven niet (Psalm 130)
  38. Ghy die kondt Israel o Heer regieren (Psalm 79)
  39. Salich zy zyn wiens boesheit is vergeven (Psalm 31)
  40. God is ons toevlucht in der not (Psalm 45)
  41. Den Heer gy aertrick algemein (Psalm 99)
  42. Aenhort myn volck al nae myn wet (Psalm 77)
  43. God is bekent int Joetsche lant (Psalm 75)
  44. Ick heb verwacht den Heere (Psalm 39)
  45. O God wy hebbent wel verstaen (Psalm 43)
  46. En had ons God niet by gestaen (Psalm 123)
  47. Compt doch met my en laet ons singen bly (Psalm 94)
  48. Wilt loven God den Heer (Psalm 148)
  49. O Heer wilt myn behouwen (Psalm 11)
  50. Hoe schoen / hoe goet / hoe wel gedaen (Psalm 83)
- Joachim a Burck – Die deutsche Passion, Wittenberg: Johann Schwertel
- Pierre Certon – Missa Christus resurgens zu vier Stimmen, Paris: Nicolas de Chemin: Noten und Audiodateien im International Music Score Library Project
- Johannes de Cleve
  - Missa super Dum transisset sabbatum zu sechs Stimmen, in: Praestantissimorum artificium lectissimae missae zu fünf bis sechs Stimmen, Wittenberg
  - 1 Motette zu fünf Stimmen, in: Novi thesauri musici zu vier bis acht Stimmen, Band 1, Venedig
  - 3 Motetten zu vier bis acht Stimmen, in: Novi atque catholici thesauri musici zu vier bis acht Stimmen, Band 2, Venedig
  - 1 Motette zu sieben Stimmen, in: Liber quintus & ultimus zu vier bis acht Stimmen, Venedig
- Philippe Duc
  - Assumens Jesus zu vier Stimmen, in: Novi thesauri musici liber I
  - Domine ne longe facias zu vier Stimmen, in: Novi atque catholici thesauri musici liber II
  - Exaudi Domine deprecationem zu fünf Stimmen, in: Novi atque catholici thesauri musici liber II
  - Domine ostende nobis zu vier Stimmen, in: Novi atque catholici thesauri musici liber III
  - Vos estis sal terrae zu fünf Stimmen, in: Novi atque catholici thesauri musici liber IV
- Antonio Gardano (Hrsg.)
  - Novi thesauri musici, Libro 2, Venedig: Antonio Gardano: Noten und Audiodateien im International Music Score Library Project
  - Novi thesauri musici, Libro 3, Venedig: Antonio Gardano: Noten und Audiodateien im International Music Score Library Project; darin:
    - Jacob Regnart – Motette Canite tuba in Sion: Noten und Audiodateien im International Music Score Library Project
- Nicolas Gombert – Motette O Jesu Christe zu acht Stimmen (1568, = „Que ne l’aymeroit“)
- Claude Goudimel – Psalmvertonung Les Cent cinquante Pseaumes de David, Paris: Adrian Le Roy & Robert Ballard: Noten und Audiodateien im International Music Score Library Project
- Christian Hollander
  - Motette Austria virtutes aquilas zu acht Stimmen, in: Liber quintus & ultimus, Venedig
  - Motette Casta novenarum jacet aula subacta zu acht Stimmen, in: Liber quintus & ultimus, Venedig
  - Motette Christus resurgens ex mortuis zu acht Stimmen, in: Novi thesauri musici liber primus, Venedig
  - Motette Vos mea magnanimi zu acht Stimmen, in: Liber quintus & ultimus, Venedig
  - Motette Auxilium meum a Domino zu sechs Stimmen, in: Novi atque catholici […] liber secundus, Venedig
  - Motette Da poacem Domine zu sechs Stimmen, in: Novi atque catholici […] liber secundus, Venedig
  - Motette Nobile virtutem culmen zu sechs Stimmen, in: Liber quintus & ultimus, Venedig
  - Motette Nolite mirari quia veniet zu sechs Stimmen, in: Novi atque catholici […] liber tertius, Venedig
  - Motette Postquam consumati essent zu sechs Stimmen, in: Novi thesauri musici liber primus, Venedig
  - Motette Saulus cum iter facerent zu sechs Stimmen, in: Novi atque catholici […] liber tertius, Venedig
  - Motette Te Deum patrem ingenitum zu sechs Stimmen, in: Novum et insigne opus […], Nürnberg
  - Motette Tres veniunt reges zu sechs Stimmen, in: Novi thesauri musici liber primus, Venedig
  - Motette Vitam que faciunt zu sechs Stimmen, in: Novi atque catholici […] liber secundus, Venedig
  - Motette Agnosce Domine creaturam zu fünf Stimmen, in: Novi atque catholici […] liber secundus, Venedig
  - Motette Christe salus hominum zu fünf Stimmen, in: Novi atque catholici […] liber secundus, Venedig
  - Motette Educ me o Domine zu fünf Stimmen, in: Novi atque catholici […] liber secundus, Venedig
  - Motette Excita potentiam tuam zu fünf Stimmen, in: Novi thesauri musici liber primus, Venedig
  - Motette Inter natos mulierum zu fünf Stimmen, in: Novi atque catholici […] liber tertius, Venedig
  - Motette Repleti sunt omnes zu fünf Stimmen, in: Novi thesauri musici liber primus, Venedig
  - Motette Valde honorandus est beatus Joannes zu fünf Stimmen, in: Novi atque catholici […] liber tertius, Venedig
  - Motette Deus adjutor meus zu vier Stimmen, in: Novi atque catholici […] liber secundus, Venedig
  - MotetteJunior fui etenim senui zu vier Stimmen, in: Novi atque catholici […] liber secundus, Venedig
  - Motette Laudate Dominum omnes gentes zu vier Stimmen, in: Novi atque catholici […] liber secundus, Venedig
  - Motette Pater peccavi in caelum zu vier Stimmen, in: Novi thesauri musici liber primus, Venedig
  - Motette Qui moritur Christo zu vier Stimmen, in: Novi atque catholici […] liber secundus, Venedig
  - Motette Sic Deus dilexit mundum zu vier Stimmen, in: Novi atque catholici […] liber secundus, Venedig
- Heinrich Isaac – Recordare Iesu Christe: Noten und Audiodateien im International Music Score Library Project
- Paolo Isnardi
  - Messen zu fünf Stimmen, Venedig: Angelo Gardano
  - erstes Buch mit Madrigalen zu fünf Stimmen, Venedig: Antonio Gardano
- Johannes Kugelmann – Kanon Nun lob, mein Seel, den Herren zu acht Stimmen: Noten und Audiodateien im International Music Score Library Project
- Orlando di Lasso – Missa super Surrexit pastor bonus zu fünf Stimmen, LV Anh.105: Noten und Audiodateien im International Music Score Library Project
- Francesco Portinaro
  - Le vergine zu sechs Stimmen, Venedig: Girolamo Scotto
  - zweites Buch mit Motetten zu sechs, sieben und acht Stimmen, Venedig: Antonio Gardano
- Jakob Regnart
  - 12 Motetten, in: Novi thesauri musici liber primus zu vier bis acht Stimmen, Venedig
  - 1 Motette, in: Novi thesauri musici liber primus zu vier bis acht Stimmen, Teil 2, Venedig
  - 4 Motetten, in: Novi thesauri musici liber primus zu vier bis acht Stimmen, Teil 3, Venedig
  - 4 Motetten, in: Novi thesauri musici liber primus zu vier bis acht Stimmen, Teil 4, Venedig
  - 5 Motetten, in: Novi thesauri musici liber primus zu vier bis acht Stimmen, Teil 5, Venedig
- Lambert de Sayve – 3 Motetten zu vier bis acht Stimmen, in: Novi atque catholici thesauri musici, Liber 3 und 4, Venedig
- Clemens Stephani – 20 Schöner außerleßner deutscher Psalm, Moteten und geistlichen Lieder, Nürnberg: Ulrich Neuber: Noten und Audiodateien im International Music Score Library Project
- Gérard de Turnhout – Liber primus sacrarum cantionum zu vier bis fünf Stimmen, Löwen: Pierre Phalèse
- Alexander Utendal
  - 2 Motetten, in: Novi thesauri musici liber primus zu vier bis acht Stimmen, Venedig
  - 5 Motetten, in: Novi atque catholici thesauri musici zu vier bis acht Stimmen, Liber 2, Venedig

### Weltlich
- Maddalena Casulana – erstes Buch mit Madrigalen zu vier Stimmen, Venedig: Girolamo Scotto
- Ghinolfo Dattari – Le villanelle zu drei und vier Stimmen, Venedig
- Baldassare Donato – zweites Buch mit Madrigalen zu vier Stimmen, Venedig: Antonio Gardano; darin:
  - Madrigal La verginella e simile alla rosa: Noten und Audiodateien im International Music Score Library Project
- Noé Faignient (alles Vokalmusik, in der Reihenfolge des Erscheinens)
  - Chansons, madrigales et motetz à quatre, cincq & six parties, nouvellement composées, Antwerpen
  - Chansons, madrigales et motets par Noé Faignient 1568 (Linköpinger Abschrift)
- Mateo Flecha el Joven – Di di in di vo cangiando zu drei Stimmen; in: Il Primo Libro de Madrigal a 5 & 6 voci: Noten und Audiodateien im International Music Score Library Project
- Orlando di Lasso – Selectissimae cantiones zu vier, fünf, sechs und mehr Stimmen, Nürnberg: Theodor Gerlach
- Cipriano de Rore
  - Madrigalsammlung Gli amorosi concenti (posthum)
  - Il quinto libro de madrigali (posthum, zweite, erweiterte Ausgabe Erstausgabe 1566)
- Antonio Scandello – Newe Teutsche Liedlein, Nürnberg
- Jacobus Vaet – Chanson En l’ombre d’ung buissonet zu vier Stimmen, in: Liber secundus. Suavissimarum et iucundissimarum harmoniarum, Nürnberg

## Musiktheoretische Schriften
- Vincenzo Galilei – Fronimo, Venedig: Girolamo Scotto (Lehrbuch für das Spielen, Komponieren und Arrangieren von Vokalmusik für Laute): Noten und Audiodateien im International Music Score Library Project
- Adrien Le Roy – La Souris; in: A briefe and easye instruction to learne the tableture: Noten und Audiodateien im International Music Score Library Project

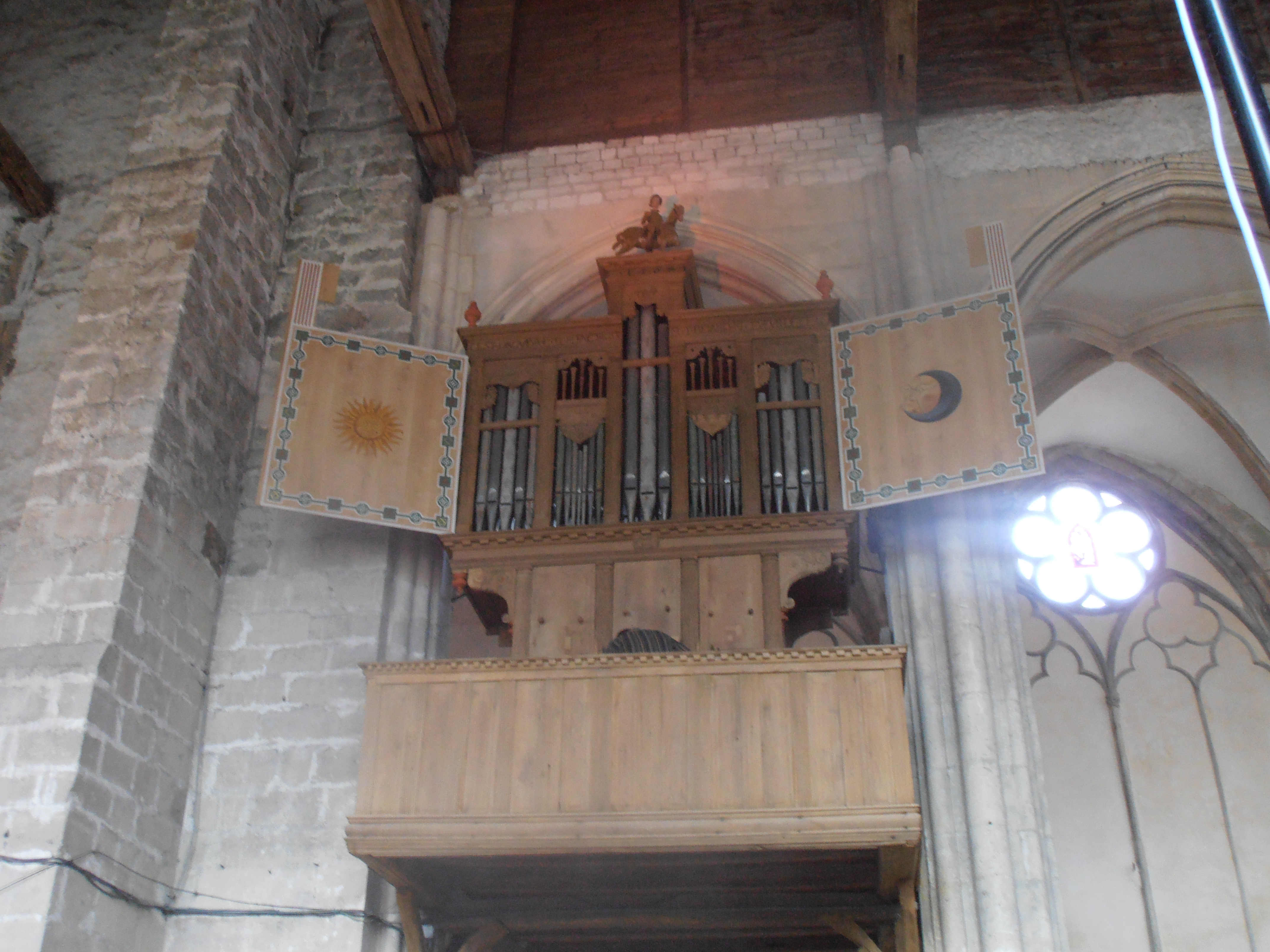
Orgel der Kirche Saint-Pierre in Saint-Julien-du-Sault

## Instrumentenbau
- Fertigstellung der Orgel in der Kirche Saint-Pierre in Saint-Julien-du-Sault.

## Geboren

### Geburtsdatum gesichert
- 21. März (getauft): Edward Gibbons, englischer Komponist († um 1650)[2]
- 17. April: Christoph Thomas Walliser, elsässischer Komponist († 1648)
- 03. September: Adriano Banchieri, italienischer Mönch und Komponist († 1634)
- 29. Oktober (getauft): Paul Kauffmann, deutscher Drucker, Verleger, Buch- und Musikalienhändler († 1632)[2]

### Genaues Geburtsdatum unbekannt
- Jean Mazuel, französischer Violinist († 1616)
- Philip Rosseter, britischer Komponist und Lautenist († 1623)

### Geboren um 1568
- Matheus Buechenberg, deutscher Lautenmacher († unbekannt)[2]
- Otto Siegfried Harnisch, deutscher Kantor, Kapellmeister und Komponist († 1623)
- Friedrich Pittanus, deutscher Geistlicher und Komponist († unbekannt)[2]

## Gestorben

### Todesdatum gesichert
- 13. März: Alfonso Checco Checchin Dalla Viola, italienischer Komponist, Kapellmeister und Instrumentalist (* Anfang 16. Jahrhundert)[3]
- 20. März: Albrecht, erster Herzog von Preußen, Hochmeister des Deutschen Ordens und Kirchenlieddichter (* 1490)
- 14. Oktober: Jakob Arcadelt, franko-flämischer Komponist, Sänger und Kapellmeister (* 1507)
- 12. November: Georg Forster, deutscher Arzt, Komponist und Herausgeber von Liedsammlungen (* um 1510)
- 03. Dezember: Guillaume Belin, französischer Komponist (* Anfang 16. Jahrhundert)[3]
- 28. Dezember: Johann Geletzki, deutscher Kirchenlieddichter (* unbekannt)

### Genaues Todesdatum unbekannt
- Ende Juli: Stephan Zirler, deutscher Komponist und Hofbeamter (* um 1520)
- 00. Oktober: John Hall, englischer Arzt und Komponist (* um 1529)[3]

### Gestorben nach 1568
- Antonio di Becchi, italienischer Lautenist (* 1522)[3]
- Pietro Teghi, italienischer Lautenist (* vor 1530)[3]